# Cinque giorni al Memorial
Cinque giorni al Memorial (Five Days at Memorial) è una miniserie televisiva statunitense ideata da John Ridley e Carlton Cuse per Apple TV+ e basata sul libro del 2013 Five Days at Memorial della giornalista Sheri Fink, che è stato adattato dal suo articolo investigativo vincitore del Pulitzer. La serie ha debuttato il 12 agosto 2022.

## Trama
La serie racconta gli accadimenti che si verificarono nel 2005 al Memorial Medical Center di New Orleans (rinominato nel 2006 Ochsner Baptist Medical Center) dopo la devastazione causata dall'uragano Katrina che danneggiò gravemente la struttura. L'ospedale, che non possedeva un piano di emergenza per allagamento, rimase isolato dall'Inondazione causata dalla rottura degli argini del Mississippi, i medici continuarono il loro lavoro con forte scarsità di cibo, acqua potabile, e senza elettricità dopo che i generatori di corrente si furono guastati.
L'11 settembre, una volta terminata l'evacuazione dalla struttura, furono trovati nell'ospedale 45 cadaveri. Il risultato dell'autopsia evidenziò che a molti di essi era stata praticata un'iniezione di morfina e Midazolam che ne aveva causato la morte. Le testimonianze evidenziarono che la dottoressa Anna Pou aveva ordinato di praticare le iniezioni ai pazienti che non era possibile evacuare dall'ospedale dopo avere lei stessa prelevato la sostanza dalla farmacia dell'ospedale. L'inchiesta che ne derivò, sebbene ben documentata, non ebbe alcun esito.

## Puntate
| nº | Titolo originale                   | Titolo italiano                              | Pubblicazione     |
| -- | ---------------------------------- | -------------------------------------------- | ----------------- |
| 1  | Day One                            | Giorno uno                                   | 12 agosto 2022    |
| 2  | Day Two                            | Giorno due                                   | 12 agosto 2022    |
| 3  | Day Three                          | Giorno tre                                   | 12 agosto 2022    |
| 4  | Day Four                           | Giorno quattro                               | 19 agosto 2022    |
| 5  | Day Five                           | Giorno cinque                                | 26 agosto 2022    |
| 6  | 45 Dead                            | 45 morti                                     | 2 settembre 2022  |
| 7  | Nobody Knows the Trouble I've Seen | Nessuno conosce le difficoltà che ho vissuto | 9 settembre 2022  |
| 8  | The Reckoning                      | La resa dei conti                            | 16 settembre 2022 |

### Giorno uno
- Titolo originale: Day One
- Diretto da: John Ridley
- Scritto da: John Ridley

#### Trama
- Durata: 45 minuti

### Giorno due
- Titolo originale: Day Two
- Diretto da: Carlton Cuse
- Scritto da: John Ridley

#### Trama
- Durata: 45 minuti

### Giorno tre
- Titolo originale: Day Three
- Diretto da: Carlton Cuse
- Scritto da: John Ridley

#### Trama
- Durata: 54 minuti

### Giorno quattro
- Titolo originale: Day Four
- Diretto da: John Ridley
- Scritto da: John Ridley

#### Trama
- Durata: 53 minuti

### Giorno cinque
- Titolo originale: Day Five
- Diretto da: John Ridley
- Scritto da: John Ridley

#### Trama
- Durata: 58 minuti

### 45 morti
- Titolo originale: 45 Dead
- Diretto da: Wendey Stanzler
- Scritto da: Carlton Cuse

#### Trama
- Durata: 50 minuti

### Nessuno conosce le difficoltà che ho vissuto
- Titolo originale: Nobody Knows the Trouble I've Seen
- Diretto da: Wendey Stanzler
- Scritto da: Carlton Cuse

#### Trama
- Durata: 59 minuti

### La resa dei conti
- Titolo originale: The Reckoning
- Diretto da: Wendey Stanzler
- Scritto da: Carlton Cuse

#### Trama
- Durata: 59 minuti

## Personaggi e interpreti

### Principali
- Dott.ssa Anna Poe, interpretata da Vera Farmiga, doppiata da Sabrina Duranti.
- Susan Mulderrick, interpretata da Cherie Jones, doppiata da Fabrizia Castagnoli.
- dott. Bryant King, interpretato da Cornelius Smith Jr., doppiato da Stefano Dori.
- Dott. Horace Baltz, interpretato da Robert Pine, doppiato da Gianni Giuliano.
- Karen Wayne, interpretata da Adepero Oduye, doppiata da Tiziana Martello.
- Diane Robichaux, interpretata da Julie Ann Emery, doppiata da Chiara Gioncardi.
- Arthur "Butch" Shaffer, interpretato da Michael Gaston, doppiato da Luca Biagini.
- Virginia Ryder, interpretata da Molly Hager, doppiata da Nunzia Di Somma.

### Ricorrenti
- Ewing Cook, interpretata da W. Earl Brown,
- René Goux, interpretato da Stephen Bogaert.
- Dott. Martin Bisley, interpretato da Darrin Baker.
- Richard Deichmann, interpretato da Ted Atherton.
- Gina Isbell, interpretata da Tammy Isbell.
- Kristy Johnson, interpretata da Katie Boland.
- Therese Mendez, interpretata da Deborah Hay, doppiata da Emanuela D'Agostino.
- Lori Budo, interpretata da Sarah Allen, doppiata da Jennifer Armani.
- Cheri Landry, interpretata da Sharron Matthews.
- Sandra Cordray, interpretata da Jessica Greco.
- Eric Yancovich, interpretato da Joel Keller.
- Vince Pou, interpretato da Jonathan Cake.
- Richard T. Simmons JR., interpretato da Jeffrey Nordling.
- Emmett Everett, interpretato da Damon Standifer.
- Carrie Everett, interpretata da Lanette Ware.
- Mark LeBlanc, interpretato da J.D. Evermore.
- Sandra LeBlanc, interpretata da Monica Wyche.
- Elvira "Vera" LeBlanc, interpretata da Dawn Greenhalg.
- Jill, interpretato da Joy Tanner.
- Angela McManus, interpretata da Raven Dauda.
- Wilda McManus, interpretata da Diane Johnstone.
- Linda Schafer, interpretata da Beth Malone.
- Michael Arvin, interpretato da Joe Carroll.
- Steven Jones, interpretato da Paulino Nunes.
- Marcia Tellez, interpretata da Alexandra Castillo.
- Ken Nakamaru, interpretato da Jeremiah Oh.
- Drew Charles, interpretato da Ryan Allen.
- Troye, interpretato da Tre Smith.
- Kathleen Fournier, interpretata da Jessica B. Hill.
- Jane DiMaapi, interpretata da Ma-Anne Dionisio.
- Tarika Hill, interpretata da Malibe Uhindu-Gingala.
- Minnie Cook, interpretata da Nola Augustson.
- Sig.ra Mulderick, interpretata da Lorna Wilson.

## Distribuzione
Cinque giorni al Memorial ha debuttato il 12 agosto 2022 sulla piattaforma di video on demand Apple TV+, in tutti i paesi in cui il servizio è disponibile.

### Edizione italiana
La direzione del doppiaggio è di Fabrizio Pucci e i dialoghi italiani sono curati dallo stesso Pucci e Marina Guadagno per conto della Dubbing Brothers Int. Italia che si è occupata anche della sonorizzazione.

## Accoglienza

### Critica
Sull'aggregatore di recensioni Rotten Tomatoes la serie riceve l'89% delle recensioni professionali positive, mentre su Metacritic ha un punteggio di 74 su 100 basato su 19 recensioni.

## Riconoscimenti
| - ACTRA Awards Toronto - 2023 – Miglior interpretazione no gender o femminile a Raven Dauda - Hollywood Critics Association Television Awards - 2023 – Candidata per la migliore attrice in una miniserie, serie antologica o in un film in streaming a Vera Farmiga - Pena de Prata - 2022 – Candidata per la migliore interpretazione sottovalutata in una miniserie, serie antologica o speciale a Cherry Jones - 2022 – Candidata per la miglior attrice protagonista in una miniserie, serie antologica o speciale a Vera Farmiga - 2022 – Candidato per il miglior episodio di una miniserie, serie antologica o speciale a John Ridley per Giorno cinque | - Leo Awards - 2023 – Migliori effetti speciali visivi in una serie drammatica a Goran Pavles, Manuel Tausch, Alessandro Pertile, Patrick Conaty, Brad McGiveron per Giorno due - Primetime Emmy Awards - 2023 – Candidato per i migliori effetti speciali visivi in un singolo episodio a Eric Durst, Matt Philip Whelan, Danny McNair, Goran Pavles, Rafa Solorzano, John MacGillivray, Viktor Muller, Manuel Tausch, Gonzalo Escudero per Giorno due - Visual Effects Society Awards - 2023 – Migliori effetti visivi di supporto in un episodio fotorealistico a Eric Durst, Danny McNair, Matt Philip Whelan, Goran Pavles, John MacGillivrayper per Giorno due |